# Achtabahn
Achtabahn ist ein deutsches Produzenten-Duo bestehend aus Kevin Zaremba und Matthias Kurpiers. Sie veröffentlichen auch als Kush Kush oder Bacefook.

## Bandgeschichte
Die beiden Songwriter und Musikproduzenten Kevin Zaremba und Matthias Kurpiers stammen aus München. Die beiden machten schon seit ihrer Jugendzeit gemeinsam Musik. Einen Namen machten sich die beiden durch einen Remix von George Ezras Song Budapest, der zum Airplay-Hit wurde, nachdem die erste Version zunächst zu einer Abmahnung von Sony Music Entertainment führte. Tatsächlich nahm sie dann aber Sony BMG unter Vertrag. Es folgten zahlreiche Produktionen für Künstler wie Sarah Connor, Andreas Bourani, Kiiara, Oh Wonder und Marit Larsen.
Zunächst arbeiteten die beiden auch als DJs auf Festivals, konzentrieren sich jedoch heute eher auf eine Rolle im Hintergrund. Musikalisch ist ihr Stil vom Deep House geprägt, der als Basis für unterschiedliche Songs dient. Die beiden arbeiten eng mit der Musikerin Barbara Buchberger (About Barbara) zusammen.
Am 1. Oktober 2021 erschien mit Du bist weg eine gemeinsame Single mit dem Rapper Kayef, die Platz 69 der deutschen Charts erreichte.

## Diskografie

### Singles
- 2014: Sonnendeck
- 2015: To the King
- 2015: Marie P. (mit Körner)
- 2016: Like a New Love (feat. Beady)
- 2016: Maaya
- 2016: Abstürzen (feat. Körner)
- 2017: Two Ballons (feat. Flausen)
- 2017: Ain’t No Sunshine (feat. Matt Andersen)
- 2019: Boten Anna
- 2020: So gut (mit Wincent Weiss)
- 2021: Du bist weg (mit Kayef)

### Remixe
- 2014: Budapest von George Ezra
- 2015: Nur wenn sie daenzt von Laith Al-Deen
- 2015: Bedingungslos von Sarah Connor
- 2015: Ultraleicht von Andreas Bourani
- 2015: Fliegen (Achtabahn Club Mix) von Matthias Schweighöfer
- 2016: Chocolate von Heimlich feat. Sterre Luna
- 2016: Kaleidoskop von Avvah
- 2016: Dein ist mein ganzes Herz von Sandkamel
- 2016: Bottle of Jack von Mikey Wax
- 2016: Gänsehaut von Körner
- 2016: Rusty von Hein Cooper feat. Fanny Bloom
- 2017: Achterbahn (Achtabahn Extended Remix) von Helene Fischer
- 2018: An Wunder von Wincent Weiss
- 2019: SloMo als Kush Kush
- 2019: Let Me Love You von Why So Sad
- 2019: Confession (Achtabahn Shizzle) von Zoe Mazah
- 2020: Kein Lied von Wincent Weiss
- 2020: Kids von Steve Kroeger x JSN x Skye Holland
- 2021: Weisswein x Sprite von Kayef